# Жак Сотеро
Жак Сотеро (фр. Jacques Sautereau, 7 вересня 1860 — помер 23 листопада 1936)  — французький гравець в крокет, бронзовий призер літніх Олімпійських ігор 1900. 
На Іграх Сотеро брав участь у змаганнях в одиночному розряді по два м'ячі. У першому раунді він виграв у свого співвітчизника Блашера з рахунком 2:0 (41:19). У другому, він двічі програв французам Віделі та Віньєро, але виграв ще раз у Блашера, зумівши зайняти третє місце. 
Крім того, він змагався в одиночному розряді по одному м'ячу, але не закінчив змагання. 